# مدرسة بغداد للموسيقى والباليه

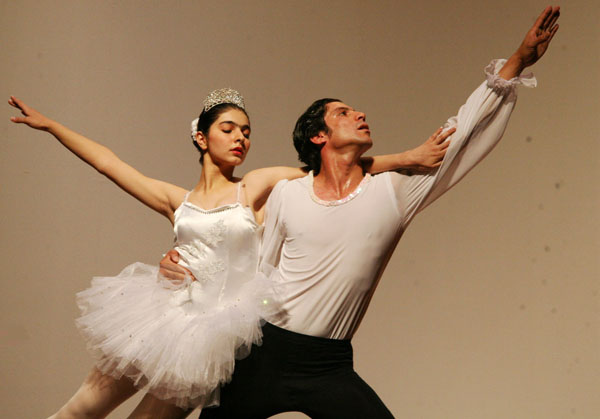
اثنان من راقصي الباليه ضمن فرقة الباليه الوطنية وهم يؤدون استعراضاًَ في بغداد عام 2007.

مدرسة بغداد للموسيقى والباليه هي مدرسة متخصصة في فنون الموسيقى وتدريس فن رقص الباليه، تم تأسيسيها في بغداد، العراق عام 1970 بعد دمج مدرسة الاطفال الموسيقية المؤسسة من قبل عزيز علي سنة 1968 ومدرسة الباليه العراقية المؤسس من قبل لمعان البكري سنة 1969 تحت اسم مدرسة الموسيقى والباليه .
تقع المدرسة في جانب الكرخ في العاصمة العراقية بغداد والتي كانت وما زالت المدرسة الوحيدة الي تستقطب الأطفال من المرحلة الابتدائية وصولاً بهم إلى المرحلة الإعدادية ضمن قسمي الدروس التربوية الاعتيادية والقسم الفني للدروس المتخصصة في الموسيقى والباليه.
لسنوات عديدة كان المدرسون أغلبهم من مسرح البولشوي في روسيا وحضروا خصيصاً إلى العراق لتعليم فنون الباليه والموسيقى.
في الوقت الحالي جميع طاقم التدريس هم من العراقيين.

## التأسيس
أسس هذ المدرسة عدد من الموسيقيين والموهوبين منهم الموسيقار منير بشير والسيدة أكنس بشير والتي هي عراقية من أصل روسي.
أكنس بشير هي مؤلفة ومتزوجة من فكري بشير أخو منير بشير، الذي كان مديراً عاماً للمدرسة، وبرعاية الأميرة بسمة بنت طلال، عملت أكنس مع فكري على جمع كل من منظمة الأمم المتحدة للتربية والثقافة والعلوم (اليونسكو) ومنظمة الأمم المتحدة للطفولة(اليونيسف) والاتحاد العربي للموسيقيات والسفارة الأمريكية في بغداد وممولين محليين مثل شركة الاثير للاتصالات في العراق وشركة فاست لينك في الأردن لرعاية المدرسة في العقد الأخير. وتمكن هؤلاء المانحون من مساعدة الفنانين الشباب لدراسة الموسيقى في سلام.

## في العصر الحديث
تدير هذه المدرسة الآن السيدة ناجحة نايف حمادي والتي تعمل مديرة منذ عشرين عاماً.
وتؤكد نايف في حديثها لجريدة «الشرق الأوسط» أن مدرستها التي شيدت في ستينيات القرن العشرين كانت وما زالت تستوعب المواهب من الأطفال ممن يملكون أذنا موسيقية، أو لهم تطلعات خاصة في عالم الموسيقى وفن الباليه، مشيرة إلى ان الكثير من طلبتها أصبحوا فيما بعد اما مدرسين في نفس المدرسة بعد حصولهم على شهادة الدبلوم منها أو أصبحوا عازفين مهمين في الفرقة السيمفونية العراقية. وأشارت نايف إلى ان بعض أساتذة المدرسة هم من خيرة موسيقيي العراق، بعض منهم تخرج على يديه أشهر الموسيقيين العراقيين.

## وصلات خارجية
- مدرسة الموسيقى والباليه.. تتحدى ضجيج بغداد نسخة محفوظة 3 يناير 2020 على موقع واي باك مشين.
- مجموعة فيديوهات لعروض باليه طلاب مدرسة بغداد للموسيقى والباليه